# Zelda (film 1974)
Zelda è un film del 1974 diretto da Alberto Cavallone.